# Ebony (Kent)
Ebony est un hameau dans la paroisse de Stone-cum-Ebony, dans la région de Isle of Oxney (en) dans le district d'Ashford dans le Kent.

## Résidents notables
- Norman Forbes-Robertson, acteur shakespearien victorien
- Donald Sinden, acteur distingué.
- Marc Sinden, producteur de théâtre du West End.